# I Wish (canción de Stevie Wonder)
«I Wish» es una canción compuesta por el cantante estadounidense Stevie Wonder. Fue lanzada a finales de 1976 como el sencillo principal de su decimoctavo álbum, Songs in the Key of Life. Escrita y producida por Wonder, la canción se centra en su infancia, desde los años 50 hasta principios de los 60, y sobre cómo desea volver atrás en el tiempo y revivirla. El sencillo logró el primer puesto en la lista Billboard Hot 100. En la 19.ª edición de los premios Grammy, Stevie Wonder ganó el galardón a la mejor actuación R&B masculina por esta canción.

## Composición
Wonder describió así cómo se le ocurrió la idea de escribir «I Wish»:

The day I wrote it was a Saturday, the day of a Motown picnic in the summer of '76. God, I remember that because I was having this really bad toothache. It was ridiculous... I had such a good time at the picnic that I went to Crystal Recording Studio right afterward and the vibe came right to my mind – running at the picnic, the contests, we all participated. It was a lot of fun ... and from that came the 'I Wish' vibe.
El día que la escribí fue un sábado, en un día de picnic con la Motown, en el verano del 76. Dios, lo recuerdo porque tenía un dolor de muelas terrible. Fue ridículo... Me lo pasé tan bien en el picnic que inmediatamente después fui al Crystal Recording Studio y la vibra vino justo a mi mente: correr en el picnic, los concursos, todos participamos. Fue muy divertido... y de ahí surgió la onda de «I Wish».
Stevie Wonder

La letra llegó con mayor dificultad. La que finalmente se escogió para la canción trata sobre la infancia y sobre la experiencias de la adolescencia. Sin embargo, originalmente Wonder quiso abordar temas más amplios. Declaró que al principio trató de añadir «muchos temas cósmicos, cosas espirituales», pero que no podía hacer eso porque «la música era muy divertida, la letra no tenía la diversión de la canción».
Para la serie de televisión Classic Albums, Wonder recreó una pequeña sección de la canción para demostrar cómo compuso y arregló la canción. Él mismo tocó los teclados y la batería, acompañado de la mayoría de músicos que grabaron la pista original.

## Recepción
La revista Cash Box declaró que la canción fue elegida como el sencillo principal de Songs in the Key of Life después de que "las estaciones de radio pasaran semanas tratando de determinar cuál era la pieza preferida por el público", y «I Wish» resultó ser la primera en términos de popularidad y edición». Por otro lado, Record World dijo que «esta popular y muy solicitada canción debería ser un gran éxito».

## Posicionamiento en listas
| País                | Lista                            | Mejor posición |
| ------------------- | -------------------------------- | -------------- |
| Australia           | Kent Music Report                | 51             |
| Bélgica             | Ultratop                         | 10             |
| Canadá              | RPM                              | 1              |
| Finlandia           | Suomen virallinen lista          | 29             |
| Irlanda             | Irish Recorded Music Association | 5              |
| Países Bajos        | Nederlandse Top 40               | 4              |
| Países Bajos        | Dutch Single Top 100             | 4              |
| Nueva Zelanda       | Recorded Music NZ                | 19             |
| Reino Unido         | UK Singles Chart                 | 5              |
| Estados Unidos      | Billboard Hot 100                | 1              |
| Estados Unidos      | Billboard Hot R&B/Hip-Hop Songs  | 1              |
| Estados Unidos      | Top 100 de Cash Box              | 1              |
| Alemania Occidental | Listas de GfK Entertainment      | 30             |

| País           | Lista               | Posición |
| -------------- | ------------------- | -------- |
| Canadá         | RPM                 | 25       |
| Estados Unidos | Billboard Hot 100   | 51       |
| Estados Unidos | Top 100 de Cash Box | 51       |

## Certificaciones
| País        | Proveedor | Certificación | Ventas  | Ref.   |
| ----------- | --------- | ------------- | ------- | ------ |
| Reino Unido | BNP       | 1x Platino    | 200,000 | [ 12 ] |